# Prosimulium aculeatum
Prosimulium aculeatum är en tvåvingeart som beskrevs av Rivosecchi 1963. Prosimulium aculeatum ingår i släktet Prosimulium och familjen knott.
Artens utbredningsområde är Italien. Inga underarter finns listade i Catalogue of Life.